# Seemann
Seemann är den andra singeln som bandet Rammstein släppte. Låten finns med på albumet Herzeleid och den första kända liveversionen av denna låt är från nyårskonserten som bandet uppträdde på mellan 1994 och 1995 i Saalfeld. En demoversion av låten finns även med på bootlegalbumet Herzeleid Demos, fast då under namnet "Komm in mein Boot". Singeln finns även med i samlingsboxen Original Single Kollektion.
Under Sehnsucht-konserterna brukade Flake åka runt i en gummibåt i publikhavet under denna låt. Denna tradition togs sedan över av Oliver Riedel, men på senare tid är det Flake som sitter i gummibåten igen. I oktober 2003 släpptes en cover av denna låt som singel av bandet Apocalyptica tillsammans med Nina Hagen. Låten finns även med på albumet Battery: A Tribute to Rammstein, fast då i en coverversion av Floodland.

## Låtlista
1. "Seemann" – 4:49
2. "Der Meister" – 5:09
3. "Rammstein in the House (Timewriter-RMX)" – 6:26